# Leichtathletik-Ozeanienmeisterschaften 1990
Die ersten Leichtathletik-Ozeanienmeisterschaften fanden vom 11. bis 14. Juli 1990 im Nationalstadion der fidschianischen Hauptstadt Suva statt. Es wurden 38 Wettkämpfe ausgetragen, davon 22 für Männer und 16 für Frauen. Startberechtigt waren Athleten aus den IAAF-Mitgliedstaaten, so dass Frauen und Männer aus den französischen Überseegebieten nur als Gäste starten durften.

## Liste der Medaillengewinner

### Männer
| Disziplin | Gold              | Gold         | Silber                  | Silber       | Bronze          | Bronze       |
| --- | ----------------- | ------------ | ----------------------- | ------------ | --------------- | ------------ |
| 100 m | Joseph Onika      | 10,75 s      | Subul Babo              | 10,83 s      | Jone Delai      | 10,92 s      |
| 200 m | Subul Babo        | 21,60 s      | Joseph Onika            | 21,87 s      | Peauope Suli    | 22,04 s      |
| 400 m | Alex Soqosoqo     | 48,31 s      | Braeman Yee             | 48,45 s      | Philip Harrison | 49,36 s      |
| 800 m | Derek Renz        | 1:53,33 min  | Lui Muavesi             | 1:54,03 min  | David Savidan   | 1:54,21 min  |
| 1500 m | Derek Renz        | 3:58,58 min  | Jamie Strudley          | 3:59,61 min  | Wally Plath     | 4:01,88 min  |
| 5000 m | Duane Humphreys   | 15:09,87 min | Paul Ashford            | 15:17,87 min | Davendra Singh  | 15:19,53 min |
| 10.000 m | Adrian Wellington | 32:08,46 min | Paul Ashford            | 32:42,16 min | Aaron Dupnai    | 32:52,62 min |
| Marathon | Grant McEwen      | 2:30:31 h    | Adrian Wellington       | 2:31:03 h    | Mervyn Shields  | 2:36:34 h    |
| 110 m Hürden A | Robert McNeill    | 15,39 s      | Johnathan Schmidt       | 15,51 s      | Homelo Vi       | 15,80 s      |
| 400 m Hürden | Johnathan Schmidt | 52,83 s      | Paeaki Tukaunove Kokohu | 54,30 s      | Joe Rodan       | 54,33 s      |
| 3000 m Hindernis | Duane Humphreys   | 9:12,83 min  | Davendra Singh          | 9:21,80 min  | Wayne Hellmuth  | 9:29,97 min  |
| 4 × 100 m Staffel | Fidschi Tonga     | 41,97 s      |                         |              | Papua-Neuguinea | 42,40 s      |
| 4 × 400 m Staffel | Fidschi           | 3:15,29 min  | Papua-Neuguinea         | 3:17,80 min  | Tonga           | 3:20,05 min  |
| 20 km Gehen | Paul McElwee      | 1:39:46 h    | Dean Nipperess          | 1:54:15 h    | Caleb Maybir    | 1:54:34 h    |
| Hochsprung | Ray Featherstone  | 2,06 m       | Joe Ellul               | 1,94 m       | Jale Waivure    | 1,94 m       |
| Stabhochsprung | Marcus Pointon    | 4,40 m       | Alona Finau Homelo Vi   | 2,70 m       |                 |              |
| Weitsprung | Simon Raynes      | 7,21 m       | Gabriele Qoro           | 7,13 m       | Aaron Langdon   | 7,02 m       |
| Dreisprung B | Simon Raynes      | 14,66 m      | Scott Newman            | 14,44 m      | Shane Stuart    | 14,21 m      |
| Kugelstoßen | Douglas Mace      | 15,60 m      | Cameron McLaughlan      | 14,89 m      | Kevin Galea     | 14,86 m      |
| Diskuswurf | Ian Boller        | 47,80 m      | Chris Mene              | 46,96 m      | Nathan Tait     | 44,04 m      |
| Hammerwurf | Douglas Mace      | 57,50 m      | Patrick Hellier         | 50,04 m      | Vainga Tonga    | 28,74 m      |
| Speerwurf | James Goulding    | 71,54 m      | Jioji Nadavo            | 63,14 m      | Ian Swarbrick   | 62,12 m      |
| A Den Wettbewerb gewann der Gaststarter Albert Chambonnier ( Neukaledonien) in einer Zeit von 15,35 s. B Den Wettbewerb gewann der Gaststarter Steeve Druminy ( Neukaledonien) mit einer Weite von 15,37 m. |                   |              |                         |              |                 |              |

### Frauen
| Disziplin | Gold               | Gold         | Silber            | Silber       | Bronze            | Bronze       |
| --- | ------------------ | ------------ | ----------------- | ------------ | ----------------- | ------------ |
| 100 m C | Bindee Goonchew    | 12,17 s      | Heather Shanks    | 12,27 s      | Vaciseva Tavaga   | 12,37 s      |
| 200 m | Bindee Goonchew    | 25,30 s      | Chantal Brunner   | 25,37 s      | Heather Shanks    | 25,40 s      |
| 400 m | Kirsten Downie     | 56,11 s      | Melindy Smith     | 56,35 s      | Joanne Todd       | 57,83 s      |
| 800 m | Helen Hawley       | 2:09,35 min  | Sally Lee         | 2:12,31 min  | Manuela Primavera | 2:16,59 min  |
| 1500 m | Helen Hawley       | 4:33,17 min  | Wendy Cottrell    | 4:37,38 min  | Manuela Primavera | 4:38,64 min  |
| 3000 m | Wendy Cottrell     | 10:01,72 min | Manuela Primavera | 10:18,74 min | Jen Allred        | 10:20,88 min |
| 100 m Hürden | Katie Ackerman     | 14,67 s      | Sarah Lynn        | 15,26 s      | Lillyanne Beining | 15,49 s      |
| 400 m Hürden | Lily Tua           | 1:04,31 min  | Megan Minehane    | 1:04,87 min  | Janiene Ashbridge | 1:07,45 min  |
| 4 × 100 m Staffel | Neuseeland         | 47,92 s      | Australien        | 48,56 s      | Fidschi           | 48,59 s      |
| 4 × 400 m Staffel | Australien         | 3:55,73 min  | Neuseeland        | 3:57,83 min  | Fidschi           | 4:03,73 min  |
| 20 km Gehen D | Lee-Ann McPhillips | 1:22:22 h    | Jen Allred        | 1:27:10 h    | Carol Porter      | 1:31:12 h    |
| Hochsprung | Carmel Corbett     | 1,77 m       | Shelley Stoddart  | 1,77 m       | Katie Ackerman    | 1,68 m       |
| Weitsprung | Katie Ackerman     | 6,01 m       | Chantal Brunner   | 5,85 m       | Shelley Stoddart  | 5,46 m       |
| Kugelstoßen | Tania Lutton       | 13,52 m      | Iammo Launa       | 12,87 m      | Elizabeth Binns   | 12,33 m      |
| Diskuswurf | Jeanette Park      | 47,02 m      | Tania Lutton      | 38,20 m      | Mereoni Vibose    | 38,08 m      |
| Speerwurf | Mereoni Vibose     | 48,70 m      | Iammo Launa       | 48,02 m      | Shane Edgerton    | 44,28 m      |
| C Den Wettbewerb gewann die Gaststarterin Ghislaine Saint-Prix ( Neukaledonien) in einer Zeit von 12,05 s. D Den Wettbewerb gewann die Gaststarterin Nadia Prasad ( Neukaledonien) in einer Zeit von 1:20:32 h. |                    |              |                   |              |                   |              |

## Statistik

### Erfolgreichste Teilnehmer
Aufgeführt sind alle Teilnehmer, die bei den Ozeanienmeisterschaften 1990 mehr als eine Medaille gewannen. Nicht enthalten sind Medaillen aus den Staffelwettbewerben.
| Athlet(in)                                                               | Gold | Silber | Bronze | Gesamt |
| ------------------------------------------------------------------------ | ---- | ------ | ------ | ------ |
| Katie Ackerman                                                           | 2    | 0      | 1      | 3      |
| Bindee Goonchew Helen Hawley Duane Humphreys Simon Raynes Derek Renz     | 2    | 0      | 0      | 2      |
| Subul Babo Tania Lutton Joseph Onika Johnathan Schmidt Adrian Wellington | 1    | 1      | 0      | 2      |
| Paul Ashford Chantal Brunner                                             | 0    | 2      | 0      | 2      |
| Manuela Primavera                                                        | 0    | 1      | 2      | 3      |
| Heather Shanks Shelley Stoddart                                          | 0    | 1      | 1      | 2      |

### Medaillenspiegel
Die Platzierungen im Medaillenspiegel sind nach der Anzahl der gewonnenen Goldmedaillen sortiert, gefolgt von der Anzahl der Silber- und Bronzemedaillen (lexikographische Ordnung). Weisen zwei oder mehr Nationen eine identische Medaillenbilanz auf, werden sie alphabetisch geordnet auf dem gleichen Rang geführt.
| Rang | Nation          | Gold | Silber | Bronze | Gesamt |
| ---- | --------------- | ---- | ------ | ------ | ------ |
| 1.   | Neuseeland      | 23   | 13     | 10     | 46     |
| 2.   | Australien      | 7    | 11     | 10     | 28     |
| 3.   | Fidschi         | 5    | 5      | 9      | 16     |
| 4.   | Papua-Neuguinea | 2    | 4      | 3      | 9      |
| 5.   | Tonga           | 1    | 3      | 3      | 7      |
| 6.   | Salomonen       | 1    | 1      | 0      | 2      |
| 7.   | Guam            | 0    | 1      | 1      | 2      |
| 8.   | Cookinseln      | 0    | 0      | 1      | 1      |